# 望月清司
望月 清司（もちづき せいじ、1929年（昭和4年）- 2023年（令和5年）2月1日）は、日本の経済学者。マルクス経済学者。元専修大学学長。専修大学名誉教授。経済学博士（専修大学）。専攻は経済史方法論、第三世界論。東京都出身。

## 略歴
- 1942年4月、東京高等学校 (旧制) 尋常科入学。
- 1949年3月　東京高等学校（旧制）高等科文科甲類卒業。
- 1954年3月、専修大学商経学部経済学科[3][4]卒業。
- 1956年3月、専修大学大学院経済学研究科修士課程修了。
- 1956年4月、専修大学助手。
- 1959年4月、専修大学商経学部講師。
- 1963年4月、専修大学経済学部助教授。
- 1966年8月～1967年7月、専修大学在外研究員として西ドイツ（当時）・ゲッティンゲン大学へ留学
- 1969年4月、専修大学経済学部教授。
- 1975年12月、経済学博士（「マルクス歴史理論の研究」）。
- 1982年9月～1986年8月　専修大学経済学部長。
- 1989年6月～1998年8月　専修大学長。

この他、北海道大学大学院経済学研究科、東京大学大学院経済学研究科の非常勤講師を務めた。

## 主著
- 『マルクス歴史理論の研究』（岩波書店、1973年）
- マルクス著『ゴータ綱領批判』望月訳、岩波文庫、1975年5月16日、ISBN 4-00-341264-8
- 住谷一彦, 伊東光晴ほか共著『経済思想の辞典』（有斐閣、1975年）
- 高橋彰ほか共著『第三世界と経済学』（東京大学出版会、1987年）
- 『望月清司論文選　ドイツ史･マルクス･第三世界』（日本評論社、2019年）

ほか多数。